# Gavria
Gavria  este un oraș în Grecia în prefectura Arta.